# Carmen Martín (Handballspielerin)
Carmen Dolores Martín Berenguer (* 29. Mai 1988 in Roquetas de Mar) ist eine ehemalige spanische Handballspielerin.

## Vereinskarriere
Carmen Martín spielte bis 2010 bei CB Mar Alicante. Dann wechselte sie zum SD Itxako, mit dem sie 2011 und 2012 spanische Meisterin wurde. Zur Saison 2012/13 schloss sich die 1,69 Meter große Rechtsaußen dem slowenischen Verein Rokometni Klub Krim an, mit dem sie 2013 und 2014 Meisterschaft und Pokal gewann. Ab Sommer 2014 stand sie beim rumänischen Klub CSM Bukarest unter Vertrag, mit dem sie 2015, 2016 und 2017 die Meisterschaft, 2016 und 2017 den rumänischen Pokal sowie 2016 die EHF Champions League gewann. Zur Saison 2017/18 wechselte sie zum französischen Erstligisten OGC Nizza. Zwei Spielzeiten später kehrte sie wieder zum CSM Bukarest zurück. Mit CSM Bukarest gewann sie 2021 die rumänische Meisterschaft sowie 2022 den rumänischen Pokal. Im Sommer 2022 wechselte sie zum schwedischen Erstligisten IK Sävehof. Mit Sävehof gewann sie 2023 und 2024 sowohl die schwedische Meisterschaft als auch den schwedischen Pokal.
Nach der Saison 2023/2024 beendete sie ihre Karriere.

## Auswahlmannschaften
Martín bestritt von Oktober 2005 bis Dezember 2021 insgesamt 250 Länderspiele für die Spanische Nationalmannschaft, in denen sie 866 Tore erzielte. Bei der Weltmeisterschaft 2011, bei der Spanien Dritter wurde, wurde sie ins All-Star-Team gewählt. 2012 gewann sie mit Spanien bei den Olympischen Spielen in London die Bronzemedaille. Bei der Europameisterschaft 2014 gewann sie die Silbermedaille und wurde in das All-Star-Team gewählt. Weiterhin nahm sie an den Olympischen Spielen 2016 in Rio de Janeiro teil. Bei der Europameisterschaft 2018 wurde sie in das All-Star-Team gewählt. Mit der spanischen Auswahl nahm sie an den Olympischen Spielen in Tokio und der Weltmeisterschaft 2021 teil. Bei der Heim-Weltmeisterschaft, bei der die Spanierinnen den 4. Platz belegten, wurde Martin ins All-Star-Team gewählt.